# Beydağ
Beydağ là một huyện thuộc tỉnh İzmir, Thổ Nhĩ Kỳ. Huyện có diện tích 184 km² và dân số thời điểm năm 2007 là 13500 người, mật độ 73 người/km².